# نامی ایگوچی
نامی ایگوچی (انگلیسی: Nami Iguchi؛ زادهٔ ۴ دسامبر ۱۹۶۷) کارگردان فیلم، کارگردان موزیک ویدئو، فیلم‌نامه‌نویس، ویراستاری اهل ژاپن است.